# Arado Ar 196
Ar 196 là một loại thủy phi cơ trinh sát trang bị trên tàu chiến, do hãng Arado của Đức thiết kế chế tạo vào năm 1936. Năm 1937 nó được chọn làm mẫu chiến thắng để trở thành máy bay tiêu chuẩn cho Kriegsmarine (Hải quân Đức) cho đến hết Chiến tranh thế giới II.

## Quốc gia sử dụng
Bulgaria
- Không quân Bulgary

 Phần Lan
- Không quân Phần Lan

 Germany
- Luftwaffe

 Norway

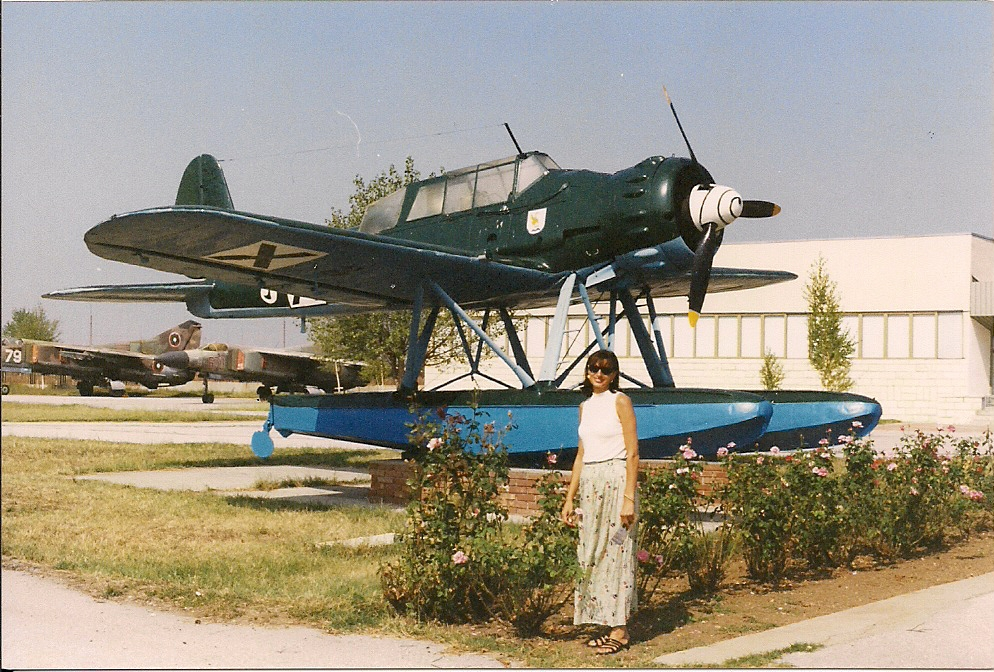
Thủy phi cơ trinh sát hải quân Arado Ar 196

- Không quân Hải quân Hoàng gia Na Uy
- Không quân Hoàng gia Na Uy

## Tính năng kỹ chiến thuật (Ar 196 A-2)

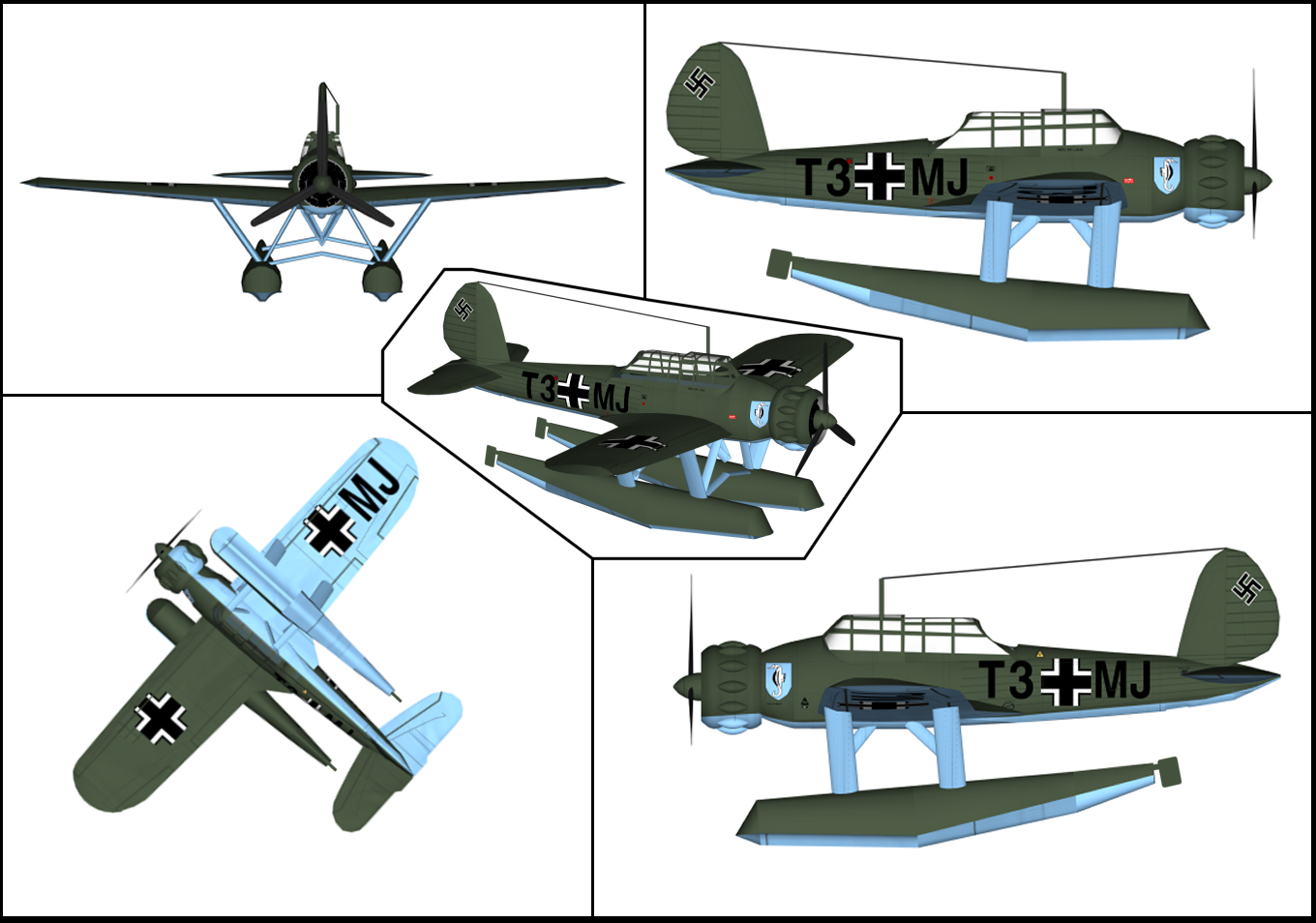
Arado Ar 196, thuộc đơn vị trinh sát trên tàu Bismarck.

Dữ liệu lấy từ 

### Đặc điểm riêng
- Tổ lái: 2
- Chiều dài: 11,0 m (36 ft 1 in)
- Sải cánh: 12,4 m (40 ft 0 in)
- Chiều cao: 4,45 m (14 ft 7 in)
- Diện tích cánh: 28,4 m² (306 ft²)
- Trọng lượng rỗng: 2.990 kg (6.592 lb)
- Trọng lượng cất cánh tối đa: 3.720 kg (8.200 lb)
- Động cơ: 1 × BMW 132K, 960 PS (706 kW, 947 hp)

### Hiệu suất bay
- Vận tốc cực đại: 311 km/h (193 mph)
- Tầm bay: 1.080 km (670 mi)
- Trần bay: 7.010 m (23.000 ft)
- Vận tốc lên cao: 300 m/phút (980 ft/phút)
- Lực nâng của cánh: 98,2 kg/m² (20,1 lb/ft²)
- Lực đẩy/trọng lượng: 167 W/kg (0,101 hp/lb)

### Vũ khí
- Súng:
  - 1 × súng máy MG 15 7.92 mm (0.312 in)
  - 1 × súng máy MG 17 7.92 mm (0.312 in)
  - 2 × pháo MG FF 20 mm
- Bom: 2 quả 50 kg (110 lb)